# Heinrich von Bobenhausen
Heinrich von Bobenhausen (° vers 1514, † 21 mars 1595), est le quarante-et-unième grand maître (magister generalis) de l’ordre Teutonique de 1572 à 1590.